# Phytoliriomyza mucarensis
Phytoliriomyza mucarensis este o specie de muște din genul Phytoliriomyza, familia Agromyzidae, descrisă de Spencer în anul 1982. Conform Catalogue of Life specia Phytoliriomyza mucarensis nu are subspecii cunoscute.